# Czech Open
O Czech Open foi um torneio masculino de golfe que se disputava anualmente na República Tcheca entre 1994 e 2011. Fazia parte do calendário do circuito europeu da PGA entre 1994 e 1997, sob a denominação Chemapol Trophy Czech Open, e foi o primeiro evento do Circuito Europeu realizado a leste da antiga Cortina de Ferro após a queda do muro de Berlim. As três primeiras edições do torneio ocorreram no Golf Club Mariánské Lázně, em Mariánské Lázně, antes do torneio passar a ser disputado no Prague Karlstein Golf Club, negligenciado pelo Karlštejn Castle, nos arredores de Praga. O alemão ex-número um do mundo Bernhard Langer foi o mais ilustre dos quatro campeões.

## Campeões
| Ano                                            | Campeão             | País           | Pontuação  | Par        | Margem de vitória | Vice-campeão(ões)                                 |
| Czech Open                                     | Czech Open          | Czech Open     | Czech Open | Czech Open | Czech Open        | Czech Open                                        |
| ---------------------------------------------- | ------------------- | -------------- | ---------- | ---------- | ----------------- | ------------------------------------------------- |
| 2011                                           | Oliver Fisher       | Inglaterra     | 275        | −13        | 2 tacadas         | Mikael Lundberg                                   |
| 2010                                           | Peter Hanson        | Suécia         | 278        | −10        | Playoff           | Gary Boyd Peter Lawrie                            |
| Moravia Silesia Open presented by ALO Diamonds |                     |                |            |            |                   |                                                   |
| 2009                                           | Oskar Henningsson   | Suécia         | 275        | −13        | 2 tacadas         | Sam Little Steve Webster                          |
| Czech Golf Open (Alps Tour)                    |                     |                |            |            |                   |                                                   |
| 2008                                           | Clemens Prader      | Áustria        | 203        | −13        | 7 tacadas         | Michael Moser                                     |
| Chemapol Trophy Czech Open                     |                     |                |            |            |                   |                                                   |
| 1998–2007: Não houve torneio                   |                     |                |            |            |                   |                                                   |
| 1997                                           | Bernhard Langer     | Alemanha       | 264        | −20        | 4 tacadas         | Niclas Fasth Ignacio Garrido Miguel Ángel Jiménez |
| 1996                                           | Jonathan Lomas      | Inglaterra     | 272        | −12        | 1 tacada          | Daniel Chopra                                     |
| 1995                                           | Peter Teravainen    | Estados Unidos | 268        | −16        | 1 tacada          | Howard Clark                                      |
| 1994                                           | Per-Ulrik Johansson | Suécia         | 237        | −11        | 3 tacadas         | Klas Eriksson                                     |